# Jordan Ballsieper
Jordan Ballsieper OSB (* 28. November 1835 in Dahlerau als Eduard Ballsieper; † 1. März 1890 in Subiaco) war ein deutscher Benediktiner und Missionsbischof in Bangladesch und Generalabt der Kongregation von Subiaco.

## Leben
Eduard Ballsieper trat nach dem Militärdienst 1858 als Novize in die Abtei Subiaco und studierte am Kolleg Sant’Ambrogio in Rom Theologie. Nach der Priesterweihe 1864 und der Promotion war er dort zehn Jahre als Lektor tätig (1865–1875), daneben bis zur Auflösung des Kirchenstaats Militärkaplan der päpstlichen Truppen. 1876 ging er als Visitator der flämischen Klöster in das Priorat Affligem in Belgien.
Im April 1878 von Papst Pius IX. zum Apostolischen Vikar für Ostbengalen (heute Erzbistum Dhaka, Bangladesch) ernannt und zum Titularbischof von Tanasia geweiht, war er dort sieben Jahre tätig, musste aber 1885 aus gesundheitlichen Gründen nach Affligem zurückkehren und wurde 1886/87 auch offiziell von seinem Posten abberufen. 1888 wählte ihn das Generalkapitel der Kongregation von Subiaco zum Generalabt und zugleich zum Abt des Stammklosters Subiaco. Ballsieper starb aber schon zwei Jahre später in Subiaco.